# Nazi-Duitsland

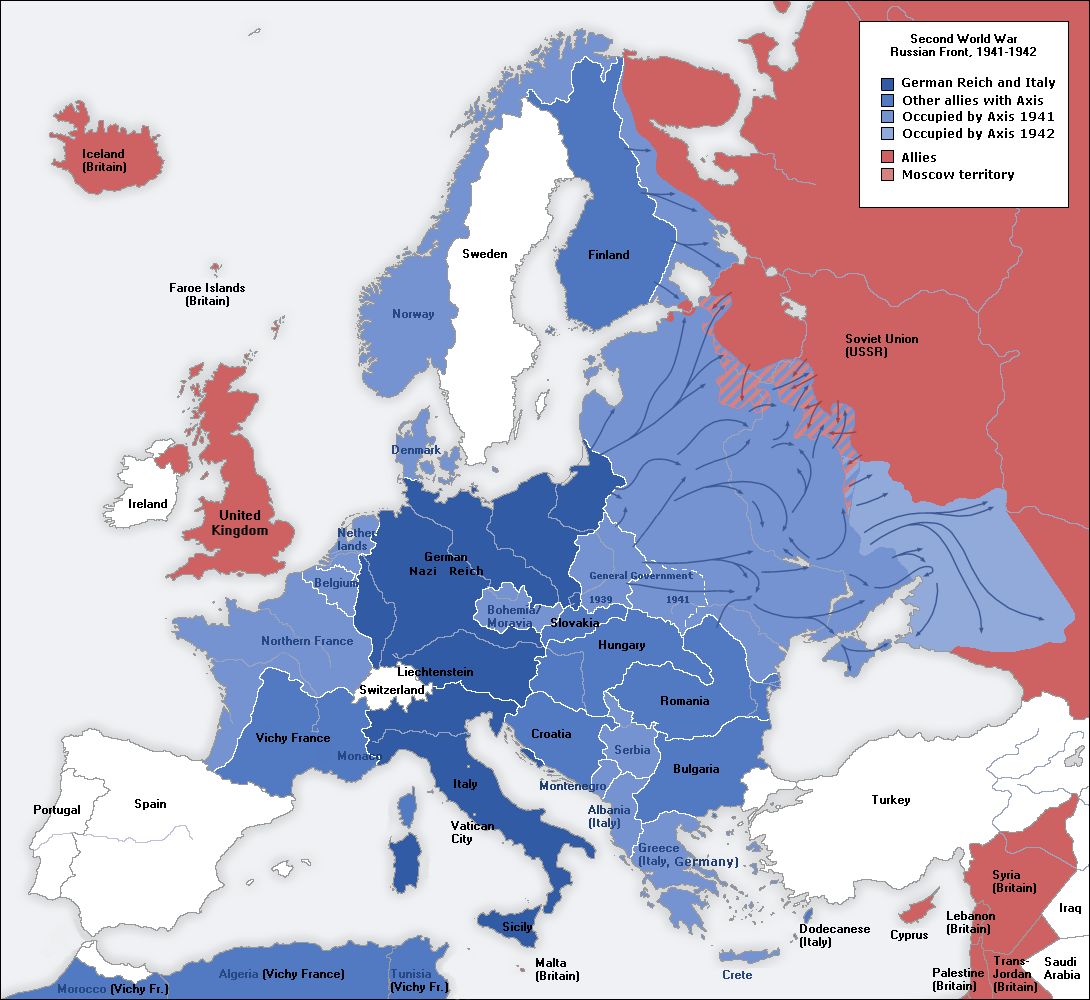
Europa in 1941-1942
Duitse rijk, met bondgenoten en bezette gebieden
Oostzeestaten, Wit-Rusland, Oekraïne en Karelië
Donetsbekken en Kaukasus
Geallieerden
Heroverd in tegenaanvallen

De nazioorlogsvlag

Nazi-Duitsland, nationaalsocialistisch Duitsland en het Derde Rijk zijn informele benamingen voor het Duitsland van de periode 1933-1945, toen het werd geregeerd als een totalitaire dictatuur, onder het regime van dictator Adolf Hitler en diens Nationaalsocialistische Duitse Arbeiderspartij (NSDAP). De propaganda van de nationaalsocialisten of nazi's noemde de Duitse staat ook wel het Duizendjarig Rijk. Officieel heette nazi-Duitsland het Duitse Rijk (Deutsches Reich), de naam die de staat al sinds 1871 had. Na 1943 werd het onofficieel het Großdeutsches Reich.
De naziheerschappij duurde van het einde van de Weimarrepubliek op 30 januari 1933, tot de val van de Flensburgregering op 23 mei 1945. Kenmerkend voor deze periode in de Duitse geschiedenis waren politieke onderdrukking, racistische vervolging en de uiteindelijke uitmoording of Holocaust van het Joodse volksdeel in het door Duitsland bezette Europa. De buitenlandse politiek richtte zich op herbewapening, en vanaf 1938 op de annexatie van aangrenzende gebieden, wat leidde tot de Anschluss van Oostenrijk en de inlijving van Sudetenland. De Duitse aanval op Polen (1939) was de directe aanleiding voor het uitbreken van de Tweede Wereldoorlog.
Het begrip "Derde Rijk", Duits: Drittes Reich, was destijds populair in de Duitse media. Als eerste rijk gold in deze redenering het oude Heilige Roomse Rijk der Duitse Natie (ca. 800-962 - 1806) en als tweede het Duitse Keizerrijk (1871 - 1918). De verwachting van de aanhangers van het Derde Rijk-concept was dat het 'Derde Rijk', evenals het 'Eerste Rijk', (minstens) duizend jaar zou bestaan. De nationaal-socialisten gebruikten de term zelf niet. Adolf Hitler vaardigde zelfs tweemaal, tevergeefs een edict uit dat de  media opriep het begrip Derde Rijk niet meer te gebruiken.

## Het ontstaan van nazi-Duitsland
Voorafgaand aan de Eerste Wereldoorlog, waren al diverse elementen van de ideologie van het latere nationaalsocialisme aanwezig in de Duitse, en de Oostenrijkse maatschappij, en in andere Europese landen. Deze elementen betroffen met name nationalisme, anti-marxisme, anti-liberalisme, biologisch antisemitisme, sociaal darwinisme, en eugenetica. In Duitsland en Oostenrijk ontwikkelden zich hiervan populaire, 'Teutoonse' varianten. Dit ging gepaard met een extreem, zogenaamd völkisch nationalisme, met zijn mystieke eigenschappen van een 'harmonische Duitse sociale en hiërarchische orde'. Alleen al in München bestonden in 1920 minstens 15, meest na de Eerste Wereldoorlog opgerichte, völkische verenigingen, waaronder het Thule-Gesellschaft of 'Nordische Vereinigung', en de Duitse Arbeiderspartij (DAP), die zou uitgroeien tot Hitlers Nationaalsocialistische Duitse Arbeiderspartij (NSDAP). Deze aanvankelijk meestal kleine groepjes, verspreidden bij elkaar opgeteld een grote hoeveelheid propagandamateriaal. Op nationaal niveau werd geprobeerd deze groepen te bundelen.
Na de Eerste Wereldoorlog, waarin het Duitse Keizerrijk een van de verliezers was, werd in Duitsland, na de Novemberrevolutie, de Weimarrepubliek gevormd. De oude macht van de Pruisische aristocratie en de militairen werd vervangen door een democratisch gekozen kabinet. Door de combinatie van een hoge inflatie, de harde vredesbepalingen van het Verdrag van Versailles, en politiek gestook vanuit de extreemlinkse Spartacusbond en de communisten, en vanuit de extreemrechtse DAP / NSDAP, had deze republiek met grote problemen te kampen. De regering kon weinig werkelijke macht uitoefenen, en moest voortdurend laveren tussen de links- en rechts-extremisten.
Al vanaf de stichting van de Weimarrepubliek werden pogingen ondernomen tot een rechtse staatsgreep, met als hoogtepunten de Kapp-putsch van Walther von Lüttwitz in 1920 en de Bierkellerputsch van Adolf Hitler in 1923. De aanstichters van dergelijke coups werden door het gerecht opvallend mild behandeld, zeker in vergelijking met extreemlinkse revolutionairen zoals de leiders van de Münchense Radenrepubliek.
Diverse rechtse groeperingen, waarvan de NSDAP weldra de sterkste werd, terroriseerden het land. Langzaam verkregen zij meer macht onder het volk, dat maar al te graag een zondebok, in de vorm van de Joden, het kapitalisme en het communisme, aanwees voor hun eigen problemen; zie ook het lemma dolkstootlegende. In de loop van 1932 bereikten de economische en politieke problemen een dieptepunt, en de ene regering na de andere volgde elkaar op. Met de telkens daarop uitgeschreven verkiezingen groeide het zetelaantal van de NSDAP in het parlement. De nazi's zetten voor die tijd ongekend veel en moderne middelen tot propaganda in; zo reisde Adolf Hitler per vliegtuig van stad naar stad, en bereikte met opzwepende toespraken soms honderdduizenden mensen per dag. Eind 1932 ging het evenwel mis voor de nazi's, bij de vierde landelijke verkiezingen van dat jaar. Gebrek aan financiële middelen, in combinatie met een verkiezingsmoe electoraat, pakten voor de NSDAP slecht uit: het stemresultaat zakte van 37% naar 31% van het aantal uitgebrachte stemmen. Hitler, hoewel in zak en as, bleef echter onverzettelijk tegen pogingen tot samenwerking met de andere partijen en bleef opteren voor slechts één post: die van rijkskanselier − zitting in een coalitiekabinet zonder deze post was voor hem onbespreekbaar. Hierdoor ontstond eind 1932 tweespalt in de NSDAP, en meer "gematigde" partijbonzen zochten, buiten Hitler om, contact met de conservatieven. Hitler zou het hen nooit vergeven en elimineerde in de "Nacht van de Lange Messen" de meesten van hen.
Evenwel kon de zittende regering van kanselier Kurt von Schleicher geen vuist maken. Op de achtergrond dreigde verder nog altijd het 'communistische gevaar': de linkse partijen, met name de socialisten (SPD) en de radicalere communisten (KPD), kregen samen zoveel stemmen dat ze in theorie een 'linkse' coalitie-regering konden vormen. Conservatieve kringen, met inbegrip van kapitalistische ondernemers, begonnen een lobby bij de Rijkspresident om Hitler toch een rechts kabinet te laten samenstellen. Het alternatief, een socialistische regering, wilden zij vermijden, om hun economische belangen veilig te stellen. Ten slotte werd in januari 1933 de NSDAP door Rijkspresident Paul von Hindenburg verzocht tot een nieuw kabinet toe te treden, met Hitler als rijkskanselier. Hindenburg had dit een half jaar tevoren nog afgehouden, maar gaf nu gevolg aan het advies van Franz von Papen, voormalig kanselier en DNVP-lid. De laatste dacht hiermee de macht te kunnen overnemen van Kurt von Schleicher; Von Papen zag verder niet veel heil in de nazi-ideologie, maar dacht hen door Hitler's benoeming tot rijkskanselier, en met slechts twee NSDAP-ministers in een coalitiekabinet, in de tang te kunnen houden. Het overige kabinet zou namelijk bestaan uit een meerderheid van NDVP-ers, plus enkele partijloze ministers. President Hindenburg, bang voor een communistische coup, gaf uiteindelijk toe, hoewel hij Hitler niet vertrouwde.
Hitler kreeg aldus de positie van rijkskanselier en − in weerwil van de verwachting van Von Papen − wist hij in relatief korte tijd alle macht in Duitsland naar zich toe te trekken. Vanaf het moment van aantreden als kanselier zocht Hitler een manier om de algehele macht te veroveren. Aanvankelijk kon hij dat niet met bruut geweld voor elkaar krijgen, want in het parlement zaten nog te veel tegenstanders die zijn kabinet naar huis konden sturen, als hij buiten zijn wettelijke bevoegdheden ging werken. Dus deze tegenstanders: communisten, socialisten en andere parlementariërs die zich niet door de NSDAP lieten controleren, moesten eerst verwijderd of monddood gemaakt worden. Een belangrijke gebeurtenis was in dat verband de Rijksdagbrand, die Hitler de gedroomde aanleiding gaf; alle propaganda werd ingezet om de communisten hiervan de schuld te geven. Hitler kreeg ten slotte speciale bevoegdheden van de Rijkspresident om "de orde te herstellen". Door de politie, maar ook met hulp van Hitler's eigen militie, de SA en de SS, werden eerst zogenaamde "verdachten" opgepakt: 'toevalligerwijze' waren dit ook de politieke en/of andere tegenstanders die Hitler in de weg stonden of konden staan. Deze werden opgesloten of eenvoudigweg vermoord. Hitler schreef hierop nieuwe verkiezingen uit, die de NSDAP op dubieuze wijze een absolute meerderheid opleverden. Het door de nazi's gedomineerde parlement nam vlak daarna een machtigingswet aan waarmee dit parlement werd gleichgeschaltet oftewel uitgeschakeld. Snel na elkaar volgden nu wetten die een eind maakten aan de mensenrechten en de scheiding der machten in het staatsbestel. Tegelijkertijd werd een rigide controlesysteem, waaronder de beruchte Gestapo, opgezet om alle mogelijke binnenlandse tegenstand op te sporen en in de kiem te smoren.
Zo vestigde Hitler in minder dan een jaar een totalitaire dictatuur waarin de NSDAP de alleenheerschappij had. Deze dictatuur begon meteen na aantreden met het discrimineren van Joden en andere 'niet-Ariërs' en het opvoeren van de bewapening, in weerwil van de in het Verdrag van Versailles aan Duitsland opgelegde beperkingen.

## Politieke macht
Officieel berustte alle macht in het Derde Rijk bij Hitler die zich Führer (gids, leider, aanvoerder) liet noemen. In de praktijk liet hij veel aan zijn ondergeschikten over. Hun bevoegdheden waren echter niet duidelijk vastgelegd en overlapten elkaar vaak. Er wordt weleens gesteld dat Hitler dit doelbewust deed, om met deze verdeel-en-heerspolitiek eventuele concurrenten in de partij elkaar dwars te laten zitten, in plaats van dat ze hun pijlen op hem zouden richten. Zo hield Hitler iedereen van hemzelf afhankelijk. Als gevolg daarvan was het Derde Rijk geen voorbeeld van een goed georganiseerde staat. Vaak ontstonden er conflicten, zoals tussen de minister van Economische Zaken Hjalmar Schacht en Hermann Göring
Schacht had veel vindingrijkheid aan de dag gelegd om de herbewapening van de landmacht, de zeemacht en de luchtmacht te bekostigen, waaronder het gebruik van de gelddrukpers; tegen 1936 geloofde hij echter dat Duitsland daarvan de grens had bereikt, als het geen bankroet wilde riskeren. Hij waarschuwde Hitler, Göring en minister van Oorlog Blomberg, zonder gevolg, hoewel Blomberg een tijdje aan zijn kant stond. Göring werd in september 1936 gevolmachtigd beheerder van een onrealistisch vierjarenplan om de Duitse economie zelfbedruipend te maken, wat van hem in feite een economische dictator maakte. Na een toenemend conflict bood Schacht in augustus 1937 zijn ontslag aan als minister van Economie. Hitler aanvaardde dit ontslag pas in december en hield hem aan als minister zonder portefeuille en voorzitter van de Rijksbank. Hierdoor straalde nog een deel van het morele gezag van Schacht af op het regime, hoewel hij niet langer in staat was de oorlogsdrift van Hitler te beteugelen.
De SS, onder leiding van Heinrich Himmler, breidde haar macht uit ten koste van andere instellingen en kreeg op den duur zoveel macht, dat je zou kunnen zeggen dat de SS 'een staat in een staat' werd: bijna allen die een functie hadden in het bestuur van het Derde Rijk, merkten dat op hun terrein de SS ook veel en soms meer te zeggen had. 
Gedurende het regime had Hitler verschillende plaatsvervangers voor het geval hijzelf zou wegvallen. Rudolf Hess zou de nieuwe partijleider van de NSDAP worden. Hij bleef deze plaatsvervangende functie behouden totdat hij in 1941 een solovlucht naar Engeland maakte en daar gevangengenomen werd. Hermann Göring werd in december 1934 benoemd tot 'plaatsvervanger voor alle aangelegenheden van het landsbestuur'. In feite zou hij Hitler dus in de rol van Führer opvolgen. Hij bleef dit tot 23 april 1945, toen Hitler hem uit al zijn functies onthief. Uiteindelijk werd Karl Dönitz, in overeenstemming met Hitlers testament dat hij vlak voor zijn zelfmoord dicteerde, tot Hitlers opvolger benoemd. Maar toen was nazi-Duitsland al bijna verslagen en restte Karl Dönitz als nieuwe leider alleen nog maar het tekenen van de totale overgave aan de geallieerden.

## Rassenbeleid
De filosofische basis van het nationaalsocialisme was het wetenschappelijk racisme of de rassenleer. De nazi-ideologie stelde het bestaan voorop van een Duits 'ras' (eigenlijk "Duits bloed") dat superieur was aan andere 'rassen', en daardoor voorbestemd om de wereld te leiden. Aan andere volkeren of 'rassen' werden andere kenmerken, en daarbij passende maatschappelijke functies toegewezen. Joden, aldus de nazi's, brachten de maatschappij meer schade dan goed en werden er best uit verwijderd.
Zodra de nationaalsocialisten de politieke macht hadden veroverd, begon van staatswege een systematische discriminatie ten opzichte van, en later een vervolging van, burgers met Joodse voorouders. Op 15 september 1935 werd dat beleid geregulariseerd in de rassenwetten van Neurenberg. De vervolging van zigeuners dateerde al van 1929 maar werd in nazi-Duitsland stelselmatig opgedreven. Joden, zigeuners en andere als minderwaardig beschouwde bevolkingsgroepen moesten in het openbaar op hun kledij een merkteken dragen. Daarnaast ondervonden ze steeds ernstiger beperkingen in het uitoefenen van een beroep, in het bezit van roerend of onroerend goed en ten slotte in hun persoonlijke bewegingsvrijheid.
Tijdens de Tweede Wereldoorlog nam de vervolging nooit geziene vormen aan, zowel in Duitsland als in de door Duitsland bezette gebieden. Aanvankelijk werden Joden gedeporteerd en samengebracht in stedelijke getto's; daarna begon de internering in kampen, officieel in afwachting van deportatie naar nieuw veroverde gebieden in Oost-Europa. Op de Wannseeconferentie van 20 januari 1942 werd het plan opgevat van de Joodse genocide (Endlösung der Judenfrage). In de Holocaust zouden tussen 5,1 en 6 miljoen Europese Joden vermoord worden. De meeste slachtoffers vielen in vernietigingskampen en bij massa-executies door Einsatzgruppen.

## Buitenlandse politiek
Aanvankelijk gedroeg het Derde Rijk zich in de buitenlandse politiek bescheiden. Het had geen keus, ingeklemd als het was tussen machtige vijanden als Frankrijk en Polen. Ook Italië was Duitsland aanvankelijk nog vijandig gezind. Hoewel heimelijk de herbewapening werd ingezet, durfde Hitler openlijke agressie nog niet aan. Bovendien had Hitler aanvankelijk nog de handen vol aan het oplossen van binnenlandse problemen zoals de te machtig wordende SA en de nog aanwezige restanten van de oppositie. Wel verliet Duitsland op 19 oktober 1933 de Volkenbond, mede vanwege het feit dat de geallieerden niet in navolging van Duitsland hun eigen legers wilden inkrimpen. Toen Oostenrijkse nazi's in 1934 echter een mislukte poging waagden de Oostenrijkse regering omver te werpen, viel heel Europa onder leiding van Italië (dat deels mobiliseerde) over Hitler heen, die geschrokken zijn handen van de zaak aftrok. Duitsland was duidelijk niet klaar voor oorlog en leed een diplomatieke nederlaag.
Toch sloot het Derde Rijk in de eerste zes jaren (tot 1939) van zijn bestaan veel overeenkomsten met sterke grote landen, als de Sovjet-Unie, Groot-Brittannië en Italië. Op deze wijze wist het Derde Rijk het diplomatieke isolement waarin het verkeerde, te doorbreken. Een met de Britten gesloten vlootverdrag gaf Duitsland recht een vloot op te bouwen van 1/3 van de Britse. De herbewapening werd vanaf 1935 met de herinvoering van de dienstplicht openlijk en de meeste Europese landen bogen het hoofd voor dit nieuwe Duitsland. Bovendien was er in Europa ook een zekere bewondering voor Duitsland. Velen vonden de Vrede van Versailles inderdaad te 'hard', waren bang voor de Sovjet-Unie en het communisme, of waren van mening dat Europa zich moest verenigen om te overleven, desnoods onder leiding van een sterk land als Duitsland. Ook het nationaalsocialisme als ideologie vond buiten Duitsland navolging, en overal werden nazi-, fascistische, of fascistoïde partijen opgericht. Ook veel rechtse staatslieden en prominente figuren hadden een zeker begrip voor Hitler en hoopten dat de scherpe kantjes, zoals het militarisme en antisemitisme, er op den duur van af zouden slijten. Ook Italië, zelf inmiddels meer en meer diplomatiek geïsoleerd door de eigen oorlogszuchtige opstelling, groeide naar Duitsland toe en sloot het Staalpact met dit land.
Een andere grote diplomatieke overwinning was de terugkeer van Saarland bij Duitsland na een volksstemming. Hoewel het houden van de volksstemming onderdeel was van de bezettingsvoorwaarden uit het Verdrag van Versailles en vaststond dat de meeste Saarlanders hoe dan ook een Duits bestuur zouden verkiezen boven een Frans bestuur, vierden de nazi's het als een triomf. Bovendien was Saarland al van tevoren grondig genazificeerd en waren andere Duitse partijen al voor de overname nog maar marginaal aanwezig.
Vanaf 1936 begon Duitsland de geallieerden en de Volkenbond te tarten. Duitsland steunde de Spaanse nationalisten in de Spaanse Burgeroorlog, en remilitariseerde het Rijnland. De geallieerden reageerden niet, per slot van rekening 'betrad Hitler slechts zijn eigen achtertuin'.
Vanaf 1938 richtte de Duitse agressie zich niet langer slechts op de geallieerde sancties tegen Duitsland, maar ook tegen buurlanden. In 1938 annexeerde het Derde Rijk reeds Oostenrijk in de operatie die bekend werd als de Anschluß, waarna Duitsland aanspraak maakte op Sudetenland dat voor de Eerste Wereldoorlog bij het rijk Oostenrijk-Hongarije hoorde. Hoewel Hitler ook hier zijn zin kreeg, volgde kort daarop een inneming van geheel Tsjechië en het Memelgebied. Zo werd het Groot-Duitse Rijk gevormd. Hoewel de aanspraken op Sudetenland bijna tot een oorlog leidden, kreeg Hitler toch in de daarop volgende Conferentie van München zijn zin. Toen Hitler dit verdrag na een half jaar al brak door heel Tsjechië in te nemen, realiseerden de geallieerden zich dat hun politiek van Hitler zijn zin geven om de vrede te bewaren (appeasement) hem niet tegenhield. Toen Hitler zich hierop tegen Polen keerde omdat dit niet aan de Duitse verzoeken wilde voldoen, gaven de geallieerden Polen een garantie voor militair ingrijpen in geval van Duitse agressie.
Vlak voor de inval in Polen wist Duitsland nog een niet-aanvalsverdrag met de Sovjet-Unie te sluiten, tot grote verbazing van vriend en vijand. Hierdoor had Hitler de handen vrij tegen de geallieerden. Dit verdrag faciliteerde de Duitsers ook in een minder bekend aspect van hun buitenlandse politiek, namelijk de economische penetratie in Centraal- en Zuidoost-Europa. Economische afhankelijkheid van Duitsland had Oostenrijk al grotendeels rijp gemaakt voor de Anschluss. Nu volgden ook de kleinere Europese staten ten zuidoosten van Duitsland. Slowakije, Hongarije, Roemenië, Joegoslavië, Bulgarije en Griekenland zagen Duitsland de belangrijkste import- en exportpartner worden, ten koste van de geallieerden, die blijkbaar minder belangstelling voor het gebied hadden. Bovendien werden Hongarije, Slowakije en Polen door Duitsland bedeeld met delen van de ontmantelde Tsjecho-Slowaakse staat. Toenaderingen tot Londen en Parijs door deze landen haalden weinig uit, en tegen 1940 zat Zuidoost-Europa stevig onder de Duitse plak.
Toen in september 1939 Polen toch door Duitsland werd aangevallen, reageerden Groot-Brittannië en Frankrijk met een oorlogsverklaring. Eerder hadden deze staten nog niet ingegrepen tegen de overval op Tsjecho-Slowakije, uit vrees voor een herhaling van de Eerste Wereldoorlog. Met de aanval op Polen werd echter duidelijk dat de oorlog onvermijdelijk was.
Uit de Duits-Italiaanse verdragen was de zogenaamde as Rome-Berlijn ontstaan, die tijdens de oorlog werd uitgebreid met Japan en een aantal kleinere staten. Naarmate de oorlog vorderde kon er steeds minder sprake zijn van een buitenlandse politiek. Omdat steeds meer landen zich tegen Duitsland keerden, waren er steeds minder diplomatieke relaties met andere landen. Wanneer een land in oorlog raakte met Duitsland leidde dit tot sluiting van de Duitse ambassade en overdracht van het beheer aan een neutrale derde staat. Voor zover er tegen 1943-1945 nog een buitenlandse politiek was in Duitsland, richtte deze zich meer en meer op het bewaken van de trouw van de in aantal slinkende bondgenoten waarvan er steeds meer overliepen. Uiteindelijk onderzochten kopstukken als Himmler en Dönitz de mogelijkheden van een gedeeltelijke capitulatie (slechts aan de westelijke geallieerden), maar de geallieerden bleven bij hun eis tot volledige capitulatie. Die vond uiteindelijk plaats op 8 mei 1945.
Met de capitulatie van 8 mei 1945 hield Duitsland op een rechtssubject naar internationaal recht te zijn en traden de vier bezettingsmachten in diens rechten. De meeste Duitse ambassades waren al gesloten en het toezicht toevertrouwd aan neutrale staten (vaak Zwitserland, Zweden of Ierland). Deze staten droegen op 8 mei 1945 het toezicht over aan de bezettende machten, die in juli de geallieerde bezettingszones in Duitsland zouden vormen. De weinige ambassades die nog wel open waren, sloten direct en stuurden hun personeel naar huis op last van de bezettingsmachten. Voor zover er nog contacten waren met neutrale staten braken deze die direct af (o.a. met Zweden bestond nog contact). Dönitz trachtte nadien nog de illusie van een functionerende regering op te houden maar werd niet meer serieus genomen. Op 23 mei 1945 werden de kopstukken van de laatste Duitse regering (Flensburgregering) gearresteerd.

## Staatshoofden van het Derde Rijk
Het Derde Rijk ontstond toen Adolf Hitler op 30 januari 1933 tot rijkskanselier werd benoemd. Aanvankelijk was hij echter nog geen formeel staatshoofd: dat was president Paul von Hindenburg. Deze was echter hoogbejaard en kampte met een tanende gezondheid, waardoor Hitler zijn macht kon uitbreiden. Op 2 augustus 1934 overleed Hindenburg en hierop verenigde Hitler het ambt van rijkskanselier met dat van rijkspresident (waarbij hij ook het bijbehorende salaris van de rijkspresident opeiste). Van 1934 tot 1945 was Hitler staatshoofd.
Toen Hitler op 30 april 1945 zelfmoord pleegde, scheidde hij opnieuw de functies van rijkspresident en rijkskanselier. Hij benoemde admiraal Karl Dönitz tot rijkspresident en daarmee staatshoofd van Duitsland, en Goebbels tot rijkskanselier. Goebbels en een aantal andere kopstukken pleegden echter kort na Hitler zelfmoord en Dönitz zag zich genoodzaakt een nieuwe regering te vormen; zo ontstond de Flensburgregering. Hij bleef aan tot 23 mei, de dag waarop hij (en zijn regering) werd gearresteerd. Op 8 mei had zijn regering de overgave van Duitsland in de Tweede Wereldoorlog al getekend en had het Derde Rijk formeel opgehouden te bestaan.

## Gebiedsindeling Derde Rijk
Opgemerkt dient te worden dat het Derde Rijk sinds 1933 een centralisatie doormaakte. De deelstaten werden gleichgeschaltet (onderworpen aan de NSDAP) en hun bevoegdheden werden steeds verder ingeperkt. Daartegenover stond de groeiende macht van de NSDAP. Die partij hanteerde bovendien een eigen gebiedsindeling in zogenaamde "Gaue" (gouwen).
Duitse landen in het Derde Rijk
- Anhalt
- Baden
- Beieren
- Brunswijk
- Bremen
- Hamburg
- Hessen
- Lippe
- Mecklenburg
- Oldenburg
- Pruisen
- Saarland
- Saksen
- Schaumburg-Lippe
- Thüringen
- Württemberg
- Rijksgouwen in het Derde Rijk
- Alpen- und Donaureichsgaue
- Danzig-West-Pruisen
- Sudetenland
- Wartheland

Gebieden onder Chefs der Zivilverwaltung
- Bezirk Bialystok
- Elzas
- Karinthië en Krain
- Lotharingen
- Luxemburg
- Generalgouvernement Polen
- Protectoraat Bohemen en Moravië
- Untersteiermark

Rijkscommissariaten
- Nederland
- Noorwegen
- Rijkscommissariaat Ostland
- Rijkscommissariaat Oekraïne

Gebieden onder Duits militair bevel
- België en Noord-Frankrijk
- Frankrijk (zonder het zuiden)
- Kreta
- Thessaloniki en Noord-Griekenland
- Servië
- Zuid-Griekenland

## De toekomst volgens de nazi's
Boeken als Opmars naar de Galg en De SS-staat (zie onder bronnen) geven weer welke toekomstvisie Hitler en zijn handlangers hadden in het geval van een Duitse of Duits-Japanse overwinning in de Tweede Wereldoorlog. Een onthullende blik in Hitlers denkbeelden geeft het boek Hitlers Tafelgesprekken waarin uitlatingen van hem bij vele verschillende informele gesprekken zijn verzameld. Het komt erop neer dat er een totalitaire maatschappij naar nazisnit in Europa en grote gebieden eromheen opgezet zou worden waarin vrijheid en individualisme verdwenen waren.

## Trivia

### Sport
Tijdens de Olympische Winterspelen 1936 in Garmisch-Partenkirchen behaalde nazi-Duitsland drie gouden en drie zilveren medailles. Het alpineskiën stond voor het eerst op het programma en werd gewonnen door twee Duitsers: bij de mannen Franz Pfnür en bij de vrouwen Christl Cranz.

### Naziwerelden in sciencefiction
In sciencefictionverhalen wordt soms een 'alternatieve wereld' ten tonele gevoerd waarin de nazi's de wereld veroverd hebben. Een huiveringwekkend beeld wordt bijvoorbeeld afgeschilderd in The man in the High Castle (1962) van Philip K. Dick. Een recentere speelfilm naar het gelijknamige boek over zo'n wereld is Fatherland (1994) met in de hoofdrol Rutger Hauer als een SS-inspecteur naar een boek van de Engelse schrijver Robert Harris. De film Iron Sky (2012) laat zien dat de laatste overlevende nazi's in 1945 naar de maan gevlucht zijn en in 2018 terugkeren om de wereld alsnog te veroveren.